# Culex pipiens
Pour les articles homonymes, voir Cousin.
Espèce
Le moustique commun ou maringouin domestique (Culex pipiens) est l'espèce  la plus commune des moustiques du genre Culex dans l'hémisphère nord.
Il en existe diverses sous-espèces qui ne peuvent être déterminées qu'au microscope, via l'étude des pièces génitales (Culex pipiens pipiens, Culex pipiens molestus, etc.).
Insecte hématophage, sa femelle pique l'homme ou d'autres espèces d'animaux à sang chaud pour faire le repas de sang qui est nécessaire à la production de ses œufs. Elle est dotée de biocapteurs lui permettant de détecter la température, le CO2 et certaines odeurs, et ainsi repérer ses proies. Certaines études indiquent qu'elle est attirée par quelques types de lumière et que même la pollution lumineuse favorise l'évolution de la durée de vie, surtout par la lumière blanche de la diode électroluminescente créée par la combinaison de la LED bleu et de la LED jaune,.
Cette espèce est souvent appelée moustique ou maringouin tout court, ou bien encore cousin, moustique domestique, maringouin commun.
C'est en France l'un des principaux vecteurs de la fièvre du Nil occidental.

## Description

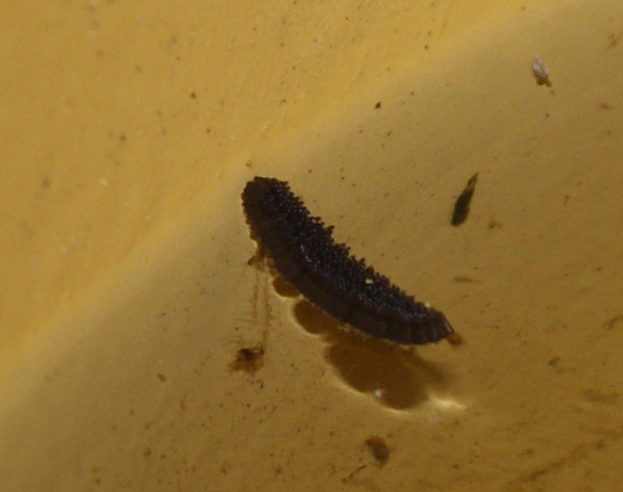
Ponte, probablement de Culex.

- Antennes : elles sont fines chez la femelle, et plumeuses chez le mâle.
- Corps : de 5 à 7 mm de long. Le corps de la femelle peut se déformer lorsqu'elle se gorge de sang.
- Ailes : elles dépassent légèrement de l'abdomen, lequel est brun et annelé.
Les ailes sont couvertes et bordées d'écailles (un moyen d'observer facilement ces écailles est de mettre délicatement en contact le dessus ou dessous d'une aile sur un ruban de ruban adhésif transparent, de placer ce ruban à la place de la pellicule d'une diapositive et de projeter l'image sur un mur via un projecteur à diapositives).

## Habitat
Cette espèce apprécie les eaux plutôt chaudes et stagnantes et/ou les mares ou fossés intraforestiers ombreux riches en feuilles mortes. Certaines sous-espèces pouvant avoir des preferendums particuliers : l'espèce anthropophile appelée « moustique domestique », « moustique urbain nocturne » ou encore « moustique de la chambre à coucher » vit dans les milieux urbains à températures douces disposant de gîtes larvaires (présence de piscines mal entretenues, flaques d'eau de pluie).

## Usages
Les aquariophiles apprécient les larves faciles à pêcher de ce culex, comme nourriture vivante (saisonnière) pour les poissons ou d'autres organismes.

## Remarques
La jeune femelle fraîchement émergée ne peut piquer qu'après quelques dizaines d'heures, le temps que l'organe piqueur devienne assez rigide pour percer la peau et aspirer le sang.
La femelle peut piquer jusqu'à deux fois par semaine en plein été et une fois toutes les deux semaines en hiver pendant lequel elle entre en diapause.

## Reproduction
La femelle a besoin de sang pour produire une quantité optimale d'œufs (jusqu'à environ 200 œufs). Si elle n'en trouve pas, elle peut se nourrir de nectar, mais ne produira alors qu'une vingtaine d'œufs.
La ponte : elle est déposée en surface d'eau stagnante (éventuellement dans une très petite quantité d'eau) par la femelle, les œufs étant regroupés en une structure en plateau, dite "en nacelle" (sorte de petit radeau dont les bords sont relevés). Si ces œufs n'ont pas été mangés par un amphibien ou des poissons, les larves en sortent par le dessous et accomplissent leur cycle de développement dans l'eau.
La larve : élément du zooplancton, elle grandit par mues, avec 3 mues qui conservent le même aspect puis une 4e transformation en nymphe (0,8 à 1,2 cm). 

Elle doit périodiquement remonter à la surface pour respirer via un tube respiratoire qui - jusqu'à la 3e mue - est situé à l'opposé de la tête, au bout de la queue (la larve respire donc tête en bas). Ce tube lui permet de vivre dans des environnements très pauvres en oxygène. Au stade de la quatrième mue (nymphe), l'arrière du corps de la larve se termine par deux tubes respiratoires, cette fois de part et d'autre de la tête. 

La larve nage en effectuant un mouvement caractéristique (le corps prenant une forme de "S" avec des mouvements saccadés).

## Lutte contreCulex pipiens
Cette espèce se montrant localement envahissante ou gênant la vie courante, des activités touristiques et économiques, de nombreuses méthodes de lutte ont été testées depuis l'Antiquité (la première étant le drainage des zones humides).
Beaucoup de ces actions ont généré des conséquences négatives ou collatérales non désirées et aucune n'a fait preuve de résultats durables, ce moustique étant favorisé par le fait qu'il se reproduit rapidement et en grand nombre, et qu'il est éminemment adaptatif. En particulier, il a fait preuve de capacités d'adaptation à de nombreux insecticides, qui ne sont parfois que provisoirement ou partiellement efficaces, tout en affectant des espèces non-cibles qui étaient justement prédatrices du moustique.
Divers moyens de lutte biologique sont également étudiés ou testés, incluant la protection ou la réintroduction de prédateurs naturels et autochtones du moustique. Dans certains pays (comme l'Allemagne, par exemple), on trouve des nichoirs à hirondelles ou à chauve-souris qui peuvent aider ces espèces à se réinstaller, si elles ne sont pas intoxiquées par les insecticides agricoles ou de démoustication.
Il est généralement recommandé  de restaurer et protéger les populations de prédateurs des moustiques (hirondelles et chauve-souris, mais aussi tritons, grenouilles, crapauds et salamandres) qui mangent les larves de moustiques dans les mares, fossés et zones humides. Pour les conserver, il faut éviter de réempoissonner artificiellement les étangs, ou d'y nourrir les poissons qui, quand ils sont en surnombre, éliminent ces espèces utiles.
Les mares ensoleillées et naturelles ne sont pas favorables aux moustiques, les eaux stagnantes dans les sous-bois le sont.
Les réservoirs d'eau pluviale peuvent être couverts d'un voile de tulle. Encore faut-il éviter, au soir à l'extérieur, de laisser la lumière blanche qui attire Culex pipiens.
Protection de l'être humain, traitements : voir l'article moustique.